# جاده ای۱۵۹
جاده ای۱۵۸ (به انگلیسی: A159 road) یکی از جاده‌های کشور انگلستان است.
این جاده از شهرک گاینسبورو شروع و در شهرک اسکان‌ثورپ در شهرستان لینکلن‌شر به پایان می‌رسد، طول این جاده ۲۴.۹ کیلومتر است.